# Veronika Schneider
Veronika Schneider (* 17. Juli 1987 in Budapest) ist eine ungarische Schachspielerin.

## Leben
1996 und 1997 gewann sie in Paks die ungarische U10-Mädchenmeisterschaft, 2002 in Miskolc die ungarische U16-Meisterschaft der weiblichen Jugend, 2004, ebenfalls in Miskolc die U18-Meisterschaft der Juniorinnen. Kurz davor war sie in Budapest U-20-Meisterin der Juniorinnen (geteilt) geworden. 2005 belegte sie bei der ungarischen Fraueneinzelmeisterschaft in Szeged hinter Nikoletta Lakos und Ildikó Mádl den dritten Platz und gewann in Balatonlelle erneut den U18-Titel. Den U20-Titel konnte sie wieder 2006 in Szeged gewinnen (ungeteilt). Mit der ungarischen Frauennationalmannschaft nahm sie am ersten Reservebrett an der Schacholympiade 2008 in Dresden teil.
In Ungarn spielte Schneider in der Saison 2002/03 für Gödöllői Sakkbarátok Egyesülete, in der Saison 2003/04 für Vasas SC Novák, in der Saison 2004/05 und von 2006 bis 2010 für den Budapesti Egyetemi Atlétikai Club, in der Saison 2005/06 für Mozgáskorlátozottak PIREMON Sportegyesülete, in der Saison 2010/11 für den Kazincbarcika Városi Sakk Club, seit 2011 spielt sie für Pénzügyőr Sport Egyesület. In der britischen Four Nations Chess League (4NCL) spielte sie in der Saison 2006/07 in der Division 2 für die zweite Mannschaft der Slough Sharks. In der österreichischen 1. Bundesliga spielt sie von 2010 bis 2012 für den SK Advisory Invest Baden, mit dem sie 2012 die österreichische Mannschaftsmeisterschaft gewann. In Deutschland spielte sie von 2012 bis 2015 in der 1. Schachbundesliga der Frauen für den Hamburger SK.
Seit Februar 2005 trägt sie den Titel Internationale Meisterin der Frauen (WIM). Die Normen hierfür erzielte sie alle im Jahr 2004 in Budapest: Bei zwei First Saturday IM-A-Turnieren sowie bei der 52. ungarischen Fraueneinzelmeisterschaft. Großmeisterin der Frauen (WGM) ist sie seit Juni 2011. Hierfür benötigte sie nur zwei Normen: Bei der Europameisterschaft der Frauen 2010 in Rijeka und beim 13. Open in Dubai im April 2011, bei dem sie unter anderem gegen drei Großmeister gewann (Samwel Ter-Sahakjan, Dmitry Kajumov und Artasches Minassjan).